# Fernande Cormier
Pour les articles homonymes, voir Cormier (homonymie).
Fernande Cormier, née le 17 novembre 1888 à Toulon et morte le 15 août 1964 à Sanary, est une peintre française.

## Biographie
Née le 17 novembre 1888 à Toulon, Fernande Cormier étudie sous la direction de Fernand Humbert et d'Émile Renard,. Elle expose à partir de 1913 au Salon des artistes français à Paris (dont elle est membre), y obtient une médaille d'argent et une bourse de voyage en 1920, au Salon d'automne de 1919 à 1926 et au Salon des Tuileries en 1927.
Elle meurt le 15 août 1964 à Sanary.

## Œuvres
- Jeune Femme au collier de jasmin[4].
- Femme marocaine dans son intérieur[4].
- Le chat qui dort, huile sur toile, 61 × 50 cm, dépôt du musée d'Art Moderne, Gray (Haute-Saône), musée Baron-Martin.

## Prix
- Prix de Rome en 1919[5].